# Záhoří u Semil
Záhoří (deutsch: Sahorsch) ist eine Gemeinde im Okres Semily, Liberecký kraj in Tschechien.

## Geschichte
Der Ort wurde 1393 erstmals urkundlich erwähnt. 

## Gemeindegliederung
Die Gemeinde Záhoří besteht aus den Ortsteilen Dlouhý (Dlouhy), Pipice (Pipitz), Proseč (Prosetsch), Smrčí (Smirtschi) und Záhoří (Sahorsch).
Das Gemeindegebiet gliedert sich in die Katastralbezirke Smrčí u Semil und Záhoří u Semil.